# 自我管理
自我管理（英語：Self-control），又稱自制力、自我控制是衝動控制的其中一個面向。具體的定義是：面對誘惑及突然的渴望時管理自己的情緒、想法、和行為的能力。
自制力是腦部執行功能之一，也是一種認知的過程，而且是一個人能否透過管理自己的言行舉止來達成某個特定目標的一種必要能力。
在心理學中，有一個與自制力相關的概念稱為自我情緒管理。
根據許多的研究，無論是自我情緒的管理或是自我行為的管理能力，他們就像能量一樣是有限的，簡單來說：自制力就像是肌肉量一樣是會變動的。
在短時間內過度的自制力會導致自制力的減損。然而，長時間適度地使用自制力，可以使自制力逐漸地增強。
。

## 研究

### 互相制衡
欲望是情緒、情感加持過的一種對於達成某個目標、從事某個活動、親近某個人等所展現出的熱忱/動機。欲望也可以是對於脫離痛苦後的愉悅和如釋重負感的嚮往。
欲望會有不同的強度，各種欲望的持續時間也不相同。當欲望影響或進入一個人自我管理（自制力）的區域，而且倘若順從該欲望行事，將會背離自己的價值或其他的自律目標，那麼欲望即成為誘惑。
一個研究「渴望」的限制在於每個人渴望的都不盡相同。

## Skinner有關自我管理技巧的探討
B.F. Skinner 的《人類的行為科學》中，將自我管理能力技巧分為九類進行探討

### 藥物
一些藥物能影響自我管理能力。例如：歸類為中樞神經興奮劑的藥物：派醋甲酯和安非他命。適度適量地使用它們能提升一個人整體的衝動控制能力，且被用來治療注意力不足過動症（ADHD）患者。
同理，中樞神經抑制劑（例如：酒精）由於會讓腦中神經傳導物質濃度降低、減少許多大腦區域的活性等，所以可能會造成專注力、神智清醒度等自我管理能力的下降。

## Kelly McGonigal's 的理論
凱利·麥克高尼戈爾把意志力定義為「能去做你真心想做的事情，即便有一部分的你並非真的想做，也攔不住你追尋夢想的決心」 （"the ability to do what you really want to do when part of you really doesn't want to do it."） 
意志力由三個彼此互相競爭的元素組成：
1. 我將會做什麼。→ 有能力去做我應該做的事情。
2. 我將不會做什麼。→ 無法抵擋誘惑的能力。（亦即自制力的反面）
3. 我想做什麼。→ 我真心渴望的夢想。能記住自己人生的夢想藍圖的能力/無論在何種情況下都不會忘記自己人生的夢想藍圖。[14]

意志力並非取之不盡，用之不竭，它會在當疲累或飢餓的時候降低。然而可以藉由「認識自己」、「冥想、沉思、打坐、自我對話」、「運動」、「良好的營養攝取」、「充足的睡眠」等方式來維持身體健康，並提升意志力。

## 推薦閱讀書目
- Roy F. Baumeister; John Tierney. . 2012 （英语）.

## 外部連結
- Measuring Self Control （页面存档备份，存于） （英文）
- Discipline in our life (religious tract)（英文）
- Teaching Children the Art of Self-Control （页面存档备份，存于）（英文）